# Aitor García
Aitor García Flores (ur. 25 marca 1994 w Gibraleón) – hiszpański piłkarz występujący na pozycji skrzydłowego w katarskim Al-Khor.